# Genewa
Genewa (fr. Genève; niem. Genf; gsw. Gämf, Gänf; frp. Geneva; wł. Ginevra; rm. Genevra) – miasto w Szwajcarii, drugie pod względem liczby mieszkańców, siedziba administracyjna kantonu Genewa. 18,6% mieszkańców miasta stanowią milionerzy (2018). Po Zurychu jest najważniejszym centrum finansowym kraju. 
Położona jest w południowo-zachodniej części kraju, nad Jeziorem Genewskim i rzeką Rodan. Miasto jest stolicą francuskojęzycznego kantonu Genewa. Aglomeracja genewska obejmuje również część Francji i liczy około 1 000 000 mieszkańców.
W Genewie swoje siedziby mają 22 organizacje międzynarodowe i ponad 250 organizacji pozarządowych. Mieszczą się tu m.in. siedziby takich organizacji międzynarodowych jak Organizacja Narodów Zjednoczonych (siedziba europejska), Światowa Organizacja Zdrowia, Międzynarodowa Organizacja Pracy, Światowa Organizacja Handlu, Międzynarodowy Ruch Czerwonego Krzyża i Czerwonego Półksiężyca czy CERN. Genewa jest miastem, które jest siedzibą największej liczby organizacji międzynarodowych w skali całego świata. Odbywa się tu także jedna z największych i najważniejszych wystaw motoryzacyjnych – Salon International de l’Auto.
Jest to jedno z najbardziej kosmopolitycznych miast europejskich – prawie połowa mieszkańców nie posiada obywatelstwa Szwajcarii. Znajdują się tu między innymi: założony w 1559 r. uniwersytet, Port lotniczy Genewa-Cointrin oraz siedziby licznych firm i banków.

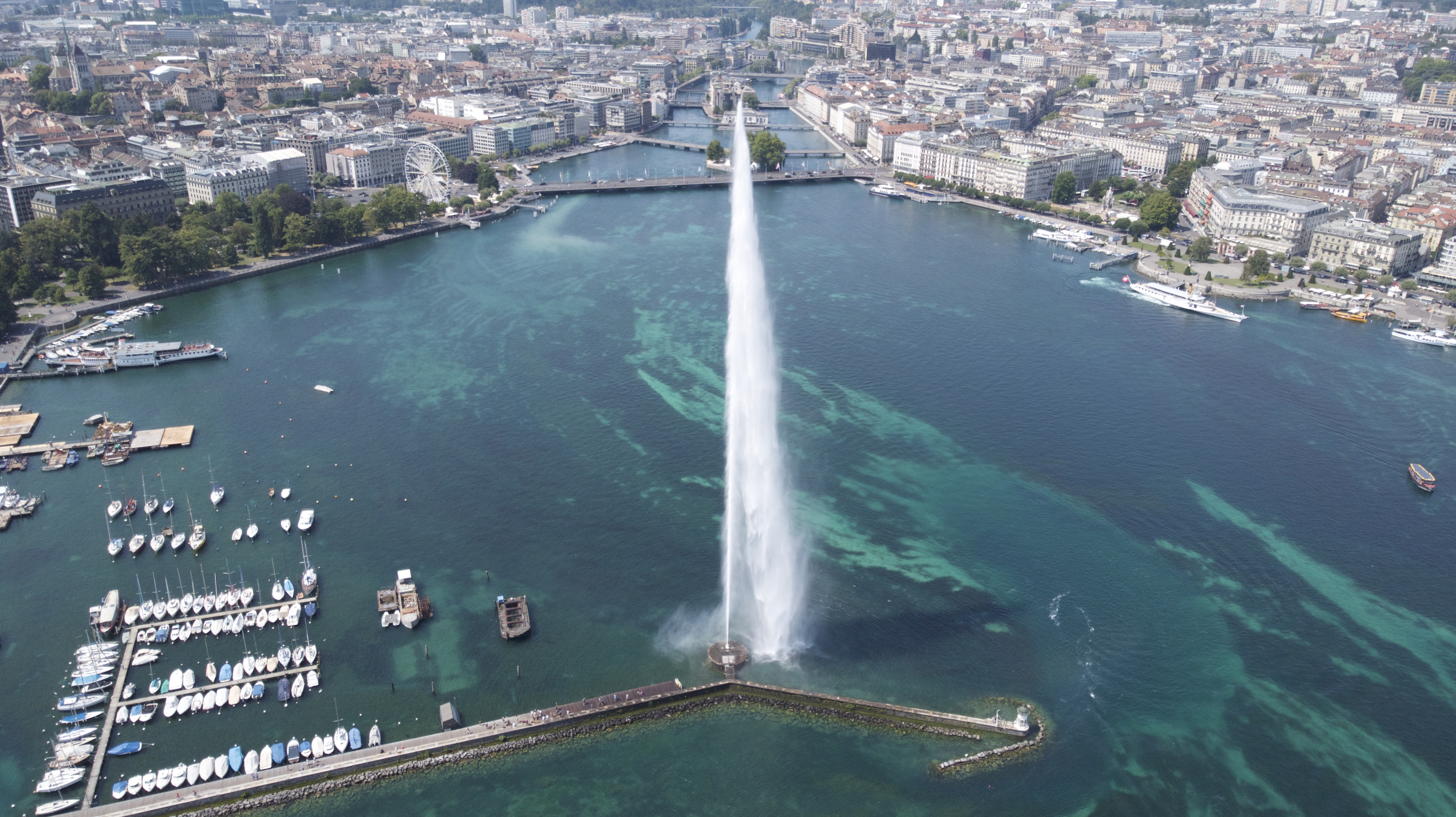
Jezioro Genewskie

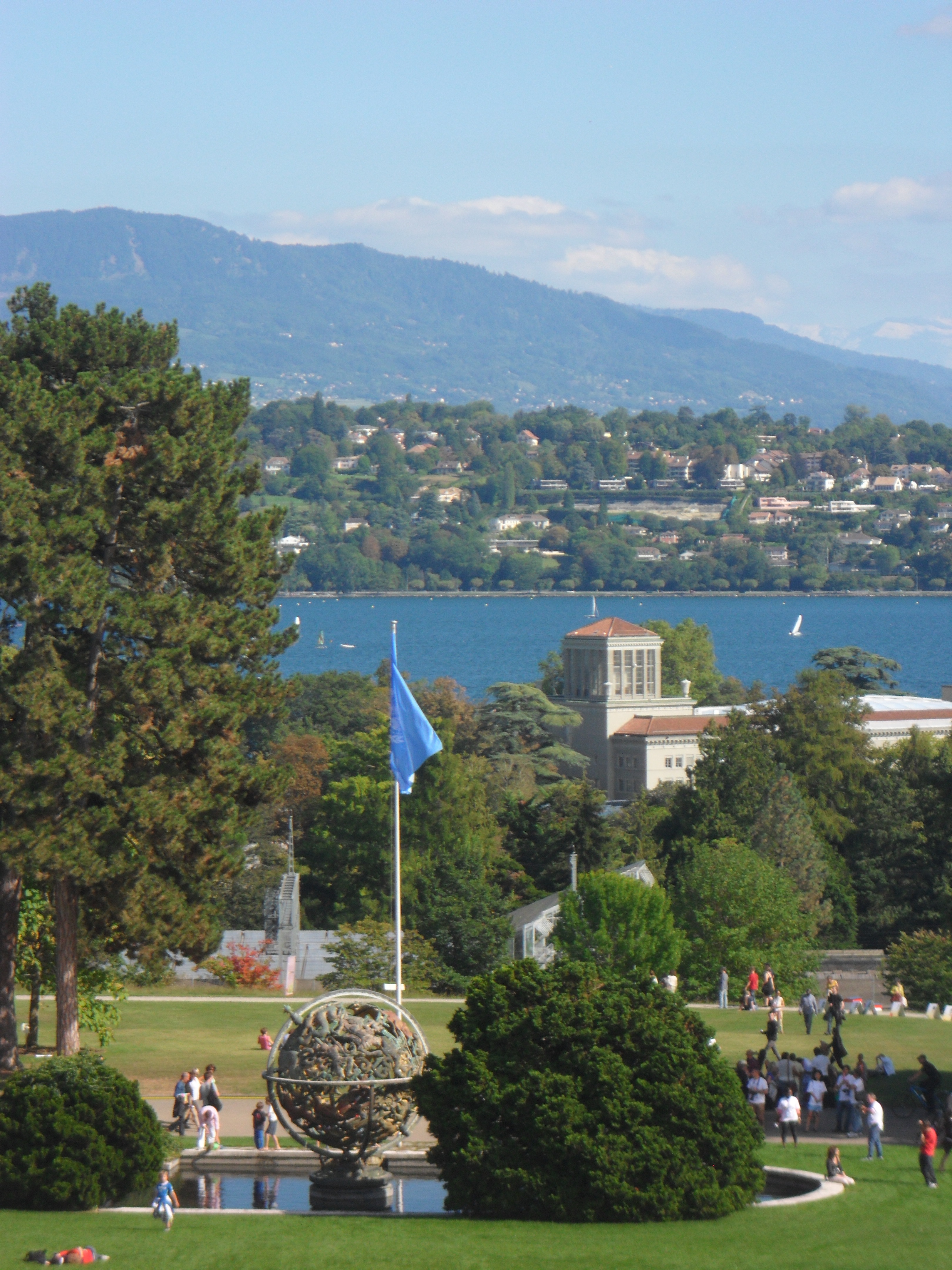
Genewa, ogrody ONZ

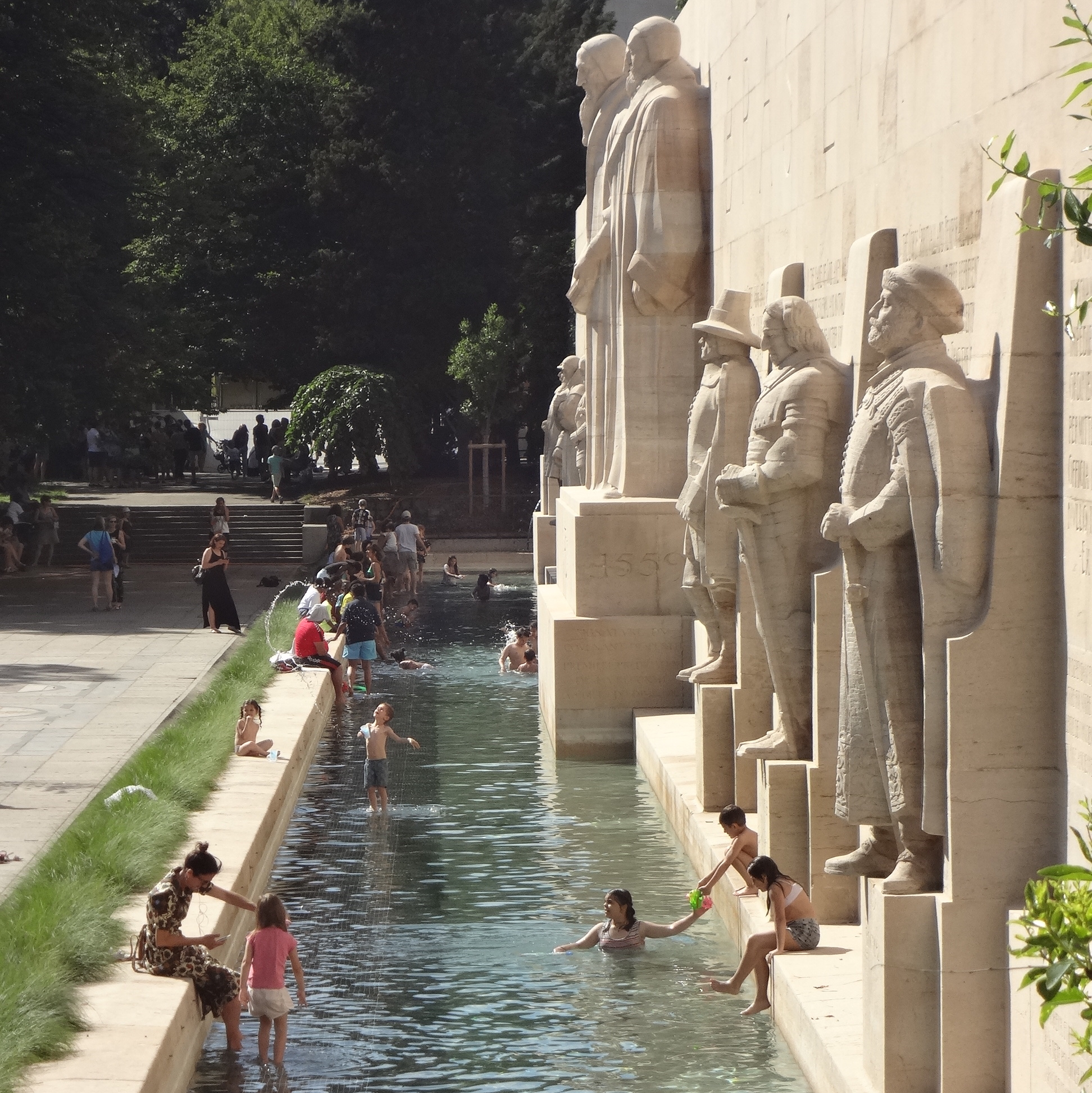
Genewa, Pomnik Reformacji

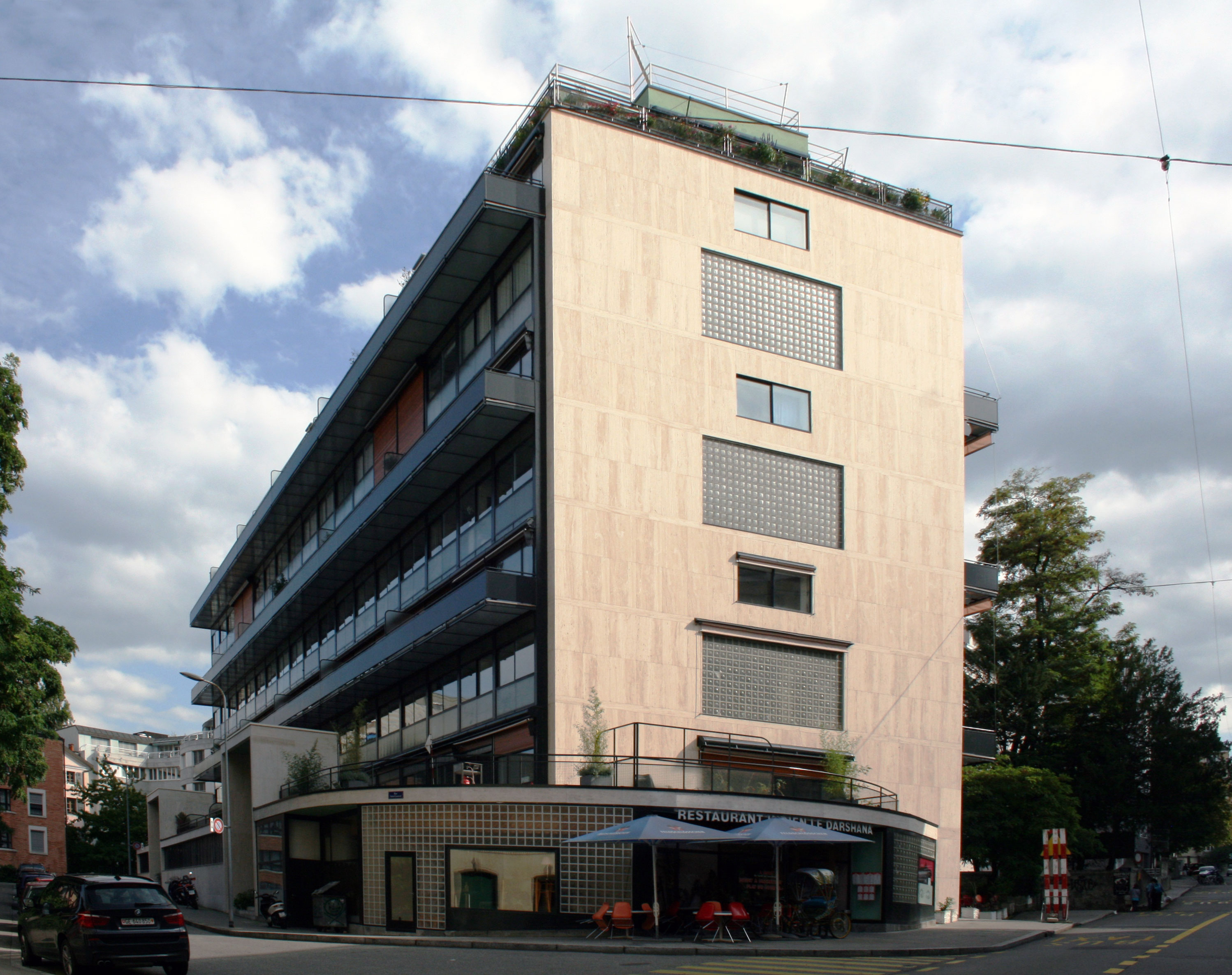
Genewa, Szklany Dom, jest uznawany za arcydzieło modernizmu, arch. Le Corbusier, 1932

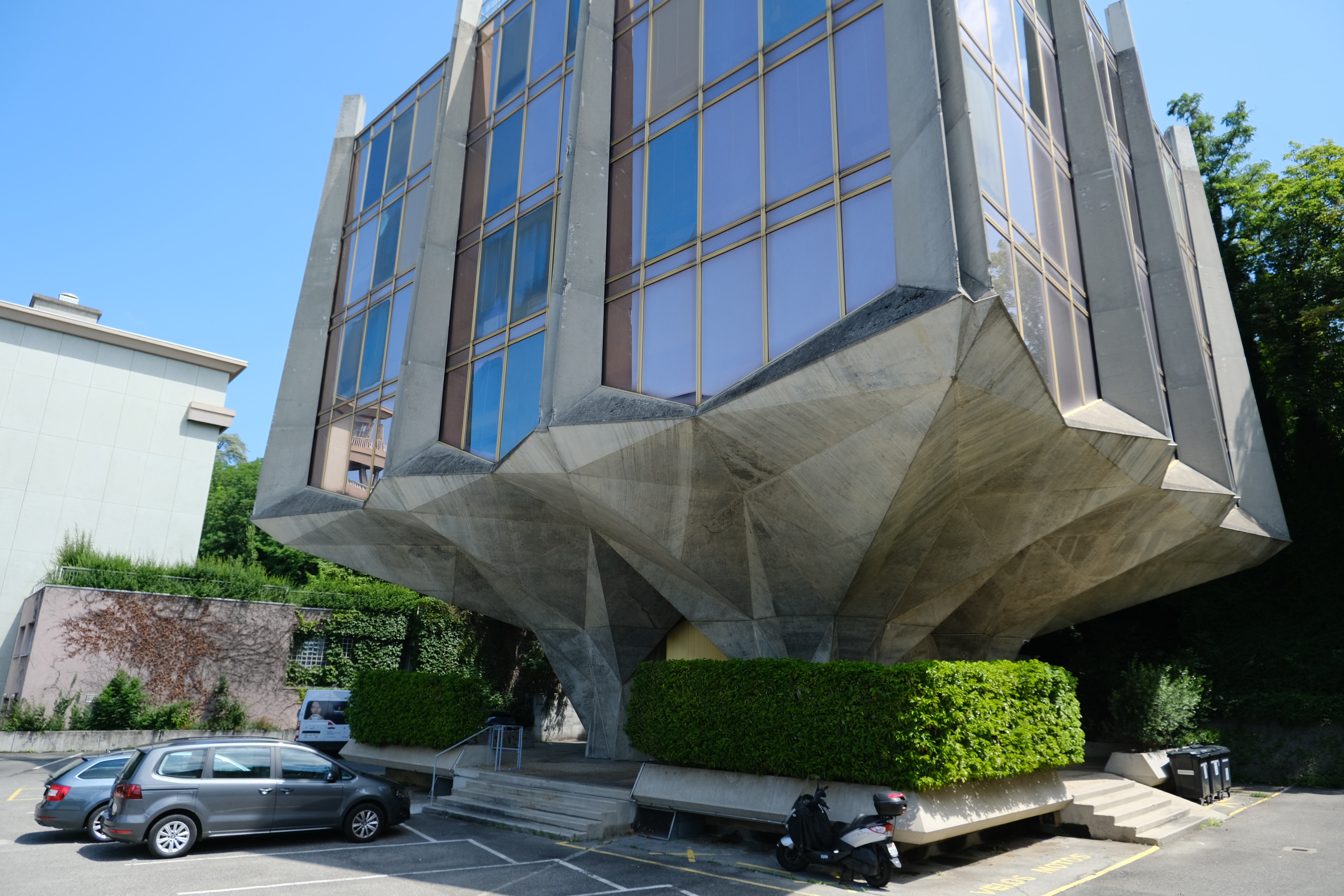
Genewa, Tulipan jest uznawany za arcydzieło brutalizmu, arch. Jack Vicajee Bertoli, 1976

## Historia
Pierwsi ludzie pojawili się w rejonie Genewy w neolicie. Plemiona praceltyckie wzniosły na brzegu Jeziora Genewskiego rozległą osadę nawodną (palafit) – najstarsze ślady osadnictwa na terenie miasta pochodzą z około 3000 r. p.n.e.
W X wieku p.n.e. zostało zasiedlone wzgórze dzisiejszego Starego Miasta. Gród, zamieszkiwany przez przedstawicieli celtyckiego plemienia Allobrogów został zdobyty w 58 r. p.n.e. przez Rzymian pod wodzą Juliusza Cezara. Ufortyfikowany natychmiast według rzymskich zasad, stał się rzymską bazą podczas wojny z Helwetami.
Położone na skraju Jeziora Genewskiego, w miejscu w którym między Alpami a Jurą zbiegały się szlaki handlowe i pielgrzymkowe, miasto stało się szybko najważniejszym ośrodkiem w regionie. Podniesione przez cesarza Gracjana do rangi civitas, już w 379 r. zostaje siedzibą biskupstwa. W 443 r. Genewa została zdobyta przez germańskich Burgundów i stała się pierwszą stolicą powstałego w 451 roku królestwa Burgundii. Siedziba królów znajdowała się na wzgórzu Starego Miasta. Na początku VI wieku panował tu król Gundobad, który zapisał się jako aktywny budowniczy i prawodawca (kodeks pt. Lex Gundobada). Jego następca, panujący od 516 roku Zygmunt I Święty polecił odbudować zniszczoną genewską katedrę pod wezwaniem św. Piotra. W 534 r. miasto zajęli Frankowie, włączając je w granice państwa Merowingów. Rozpad cesarstwa Karola Wielkiego doprowadził w 888 r. do powstania Drugiego Królestwa Burgundii, do którego włączono również Genewę. W 1032 r. Burgundia staje się częścią Świętego Cesarstwa Rzymskiego. Genewa z najbliższym regionem otrzymuje status hrabstwa, lecz faktycznie jest rządzona przez miejscowych biskupów.
W XIII wieku hrabiowie Genewy tracą w regionie znaczenie polityczne na rzecz hrabiów Sabaudii, którzy jeszcze przez trzy następne stulecia usiłują narzucić miastu swą władzę. Pod koniec XIV wieku biskup Genewy Adhémar Fabri udzielił miastu szereg liberalnych przywilejów ekonomicznych. Po wygaśnięciu rodu hrabiów Genewy w 1394 r. sukcesję objęli hrabiowie sabaudzcy, którzy wkrótce podporządkowali sobie również genewskich biskupów. W 1401 r. Sabaudia oficjalnie zakupiła hrabstwo genewskie, jednak nie mogła objąć rzeczywistej władzy w mieście na skutek zdecydowanego oporu jego mieszkańców. Sabaudczycy wielokrotnie próbowali zająć miasto siłą. Podczas największego zagrożenia w początkach XVI wieku autonomię Genewy uratowała interwencja wojsk federacji szwajcarskiej z Berna i Fryburga.
Już w XIV stuleciu zaznacza się w mieście szybki rozwój rzemiosła i handlu. W XV wieku w Genewie odbywają się 4 razy do roku słynne jarmarki, ściągające kupców nawet z odległych krajów, a liczba ludności miasta sięga 10 tysięcy. W 1478 r. niemieccy mistrzowie zakładają w Genewie pierwszą drukarnię, co legło u podłoża późniejszej pozycji miasta wśród czołowych ośrodków typograficznych Europy. Od czasów wypraw krzyżowych rozwijają się w Genewie usługi bankowe. Miasto staje się głównym ośrodkiem transferu pieniędzy między krajami zachodniej Europy a Rzymem.
Z końcem XIV w. zaczynają przybywać do Genewy Żydzi. Osiedlają się na przedmieściach, w getcie usytuowanym w rejonie Grand Mézel. Zajmują się rzemiosłem i handlem, lecz ich sytuacja systematycznie się pogarsza, są prześladowani. W 1461 r. ich dzielnica zostaje splądrowana, a w 1490 r. zostają ostatecznie wygnani z Genewy.
Wraz z berneńskimi żołnierzami dotarły do Genewy idee reformacji, a nauki Lutra i Zwingliego przekonały większość jej mieszkańców. Niechęć genewczyków do kleru była tak silna, że w lipcu 1533 r. biskup Pierre de la Baume opuścił potajemnie miasto i udał się do Annecy. Przywódca genewskiej reformacji, Wilhelm Farel, zaprosił w 1536 roku do miasta pochodzącego z Francji Jana Kalwina. W tym samym roku miasto staje się republiką protestancką pod przywództwem Kalwina, który uczynił z Genewy ośrodek intelektualny i religijny o znaczeniu europejskim (tzw. „Rzym protestancki”); do miasta napływają liczni innowiercy, głównie włoscy i francuscy, dzięki którym rozwija się rzemiosło i handel. Odwołanie edyktu nantejskiego powoduje napływ kolejnej fali uciekinierów z Francji.
Przez cały XVI wiek książęta Sabaudii nie chcą rezygnować z utraty Genewy – naturalnej stolicy ich włości nad Rodanem i Jeziorem Genewskim. Miasto broni się przed tymi zakusami dzięki pomocy sprzymierzonych kantonów, zwłaszcza Berna. Ostatnią próbą zdobycia miasta przez księcia Karola Emanuela był niespodziewany, nocny atak wojsk sabaudzkich na mury Genewy 12 grudnia 1602, odparty dzięki bohaterskiej obronie mieszkańców. Pamiątka tej l'Escalade (fr. escalade – wspinaczka) jest do dziś jednym z najważniejszych świąt w Genewie.
W XVIII wieku Genewa stała się jednym z bogatszych miast Europy, głównie dzięki rozwojowi banków. Genewscy bankierzy współpracowali z wszystkimi ważniejszymi ośrodkami handlowymi Europy. Szczególne wpływy mieli we Francji, gdzie kredytowali zarówno królów, jak i prześladowanych przez nich protestantów, a Jacques Necker w ostatnich latach przed wybuchem rewolucji francuskiej był ministrem króla Ludwika XVI. Utrzymywały się tradycje handlowe: kupcy genewscy posiadali swe przedstawicielstwa w Holandii, Francji, Italii, a także na Bliskim Wschodzie, m.in. w Konstantynopolu. Jedną z gałęzi wytwórczości, która przyniosła później miastu zasłużoną sławę, było zegarmistrzostwo. W 1686 r. w Genewie pracowało niespełna 700 zegarmistrzów, a w końcu XVIII w. dziedzina ta dawała już utrzymanie 6 tys. ludzi. W roku 1755 Jean-Marc Vacheron założył tu najstarszą z istniejących na świecie do dziś manufaktur produkujących zegarki – Vacheron Constantin. Obok firmy Vacherona działają w mieście tacy liderzy tej branży jak Patek Philippe czy Rolex.
W II poł. XVIII stulecia zaczęły się ujawniać z całą siłą konflikty między starymi rodami patrycjuszowskimi, skupiającymi w swych rękach całość władzy politycznej, a nowymi siłami społecznymi, tworzonymi przez młode mieszczaństwo, zamożne i wykształcone, ale pozbawione praw politycznych. W 1760 na ogólną liczbę przeszło 20 tys. mieszkańców Genewy tylko ok. 1500 osób – tzw. citoyens ((fr.) cité – miasto, w wąskim znaczeniu dawnego obszaru w granicach murów miejskich) było obywatelami posiadającymi prawa polityczne. Resztę stanowili tzw. natifs ((fr.) natif de ... – urodzony w ...) – obywatele urodzeni w mieście, pozbawieni jednak czynnych praw politycznych, oraz tzw. habitants ((fr.) habitant – mieszkaniec) – mieszkający w mieście, bez żadnych praw politycznych. Chcąc zabezpieczyć swoją wyłączność na sprawowanie władzy patrycjat genewski w tzw. l’Acte de Médiation (1738) uzyskał gwarancje niezmienności ustroju miejskiego ze strony Francji oraz kantonów Berno i Zurych. Wywołało to falę ostrej krytyki ze strony pozostałych genewczyków. Uznając „akt mediacyjny” za uzurpację władzy, zwalczali go w licznych wydawnictwach. W 1768 konflikt zaostrzył się i „nowi” mieszczanie zdołali nawet przejąć rządy w mieście. Obaleni patrycjusze dzięki zbrojnej pomocy Francji, Sardynii i Berna odzyskali jednak wkrótce władzę.
Genewa była jednym z najważniejszych ośrodków europejskiego Oświecenia. W 1712 w rodzinie zegarmistrza urodził się tu Jean-Jacques Rousseau, który odwiedził rodzinne miasto, już jako sławny człowiek, w 1754, stając w trwającym konflikcie społecznym po stronie młodego mieszczaństwa. W latach 1755–1778 w Ferney-Voltaire pod Genewą (ale już po francuskiej stronie granicy) mieszkał Wolter, który w swej rozległej posiadłości gościł śmietankę towarzyską Genewy. Genewczykami byli także Jean-Étienne Liotard – najwybitniejszy malarz szwajcarski XVIII wieku, oraz Michel de Crest, fizyk i geodeta, autor pierwszej opartej na pomiarach trygonometrycznych panoramy Alp. Do najwybitniejszych obywateli Genewy należał przyrodnik Horace-Bénédict de Saussure, jeden z pierwszych zdobywców widocznego z miasta najwyższego szczytu Alp – Mont Blanc.
W 1798 rewolucyjna Francja anektuje miasto, które staje się na 16 lat siedzibą francuskiego departamentu Léman; po klęsce Napoleona w 1813 Genewa ponownie staje się niepodległa, a 2 lata później zostaje przyjęta do Konfederacji Szwajcarskiej. W XIX wieku Genewa staje się miejscem schronienia wielu uciekinierów politycznych (m.in. Lenina). Tu, z inicjatywy Henri Dunanta w 1864 powstaje Międzynarodowy Komitet Czerwonego Krzyża. Od 1920 Genewa staje się siedzibą Ligi Narodów, a po II wojnie europejską siedzibą ONZ.
20 kwietnia 2009 rozpoczęła się w Genewie „Światowa Konferencja przeciwko rasizmowi, dyskryminacji rasowej, ksenofobii i pochodnym formom nietolerancji” (tzw. Durban II), wiele państw ją zbojkotowało (m.in. Polska). Premier Izraela Binjamin Netanjahu pogratulował tym, którzy odmówili udziału w konferencji, podjęcia słusznej decyzji. Palestyński ruch Hamas oskarżył kraje, które bojkotują konferencję genewską o rasizm – zdaniem Hamasu legalizują one „zbrodnie popełnione przez Izrael na Palestyńczykach”, papież Benedykt XVI pobłogosławił konferencję, sekretarz generalny Organizacji Narodów Zjednoczonych Ban Ki-moon wyraził rozgoryczenie z powodu bojkotu. Przeciwko bojkotowi opowiedziała się organizatorka konferencji Julie Rivero z organizacji Human Rights Watch.

## Demografia
W Genewie mieszka 203 856 osób. W 2020 roku 48,3% populacji gminy stanowiły osoby urodzone poza Szwajcarią.

## Najważniejsze zabytki
- Katedra św. Piotra (fr. Cathédrale St-Pierre), ewangelicko-reformowana, z XII-XV wieku, w stylu gotyckim, klasycystyczna fasada z XVIII wieku.
- Kościół Saint-Germain, starokatolicki, gotycki, z XV wieku, przy Rue des Granges.
- Audytorium Kalwina (fr. Auditoire de Calvin) przy Place de la Taconnerie, z XV w.
- Pomnik Reformacji, z 1909, upamiętniający wybitnych przedstawicieli Reformacji.
- Bazylika Najświętszej Marii Panny w Genewie, w stylu neogotyckim (fr. Basilique Notre-Dame de Genève), z połowy XIX w.
- Ratusz (fr. Hôtel de Ville) na rogu Rue de l’Hôtel-de-Ville i Rue H. Fazy, z XV – XVII w. Siedziba Rządu Republiki i Kantonu Genewy.
- Arsenał (fr. Arsenal) na rogu Rue de l’Hôtel-de-Ville i Rue du Puits Saint-Pierre, z XVII w., z bogatą dekoracją obrazującą wydarzenia z dziejów miasta.
- Zabytkowa XVIII-wieczna dzielnica Carouge.
- Mauzoleum księcia Brunszwiku Karola II (fr. Monument Brunswik) nad brzegiem Jeziora Genewskiego, z końca XIX w.
- Synagoga Beth-Yaacov (fr. Synagogue Beth-Yaacov), z połowy XIX w.
- Szklany Dom (fr. Immeuble Clarté) znany też jako dom-transatlantyk, nowatorski modernistyczny apartamentowiec autorstwa Le Corbusiera, 1932. Zabytek jest na liście UNESCO od 2016[12].

## Podział miasta
| Dzielnica      | Numer statystyczny | Podział statystyczny         | Osiedla |
| -------------- | ------------------ | ---------------------------- | --- |
| Cité           | 6621001            | Cité – Centre                | Hollande (dzielnica banków) – Les Rues-Basses – Rive – Les Tranchées – Saint-Léger – Les Bastions                                     |
|                | 6621002            | Saint-Gervais – Chantepoulet | Seujet – James-Fazy – Cornavin – Les Bergues                                                                                          |
|                | 6621003            | Délices – Grottes            | Prairie – Cropettes – Montbrillant |
|                | 6621004            | Pâquis – Navigation          | Mont-Blanc – Wilson |
| Plainpalais    | 6621011            | Champel – Roseraie           | Hôpital – Malombré – Parc Bertrand – Miremont – Les Falaises – Les Crêts-de-Champel – Le Bout-du-Monde – Tour-de-Champel – La Colline |
|                | 6621012            | La Cluse – Philosophes       | Augustins – Les Minoteries |
|                | 6621013            | Jonction – Plainpalais       | Coulouvrenière – Rois – Les Savoises – Plaine de Plainpalais – Du-Bois-Melly – Ansermet – Village-Suisse                              |
|                | 6621014            | Bâtie – Acacias              | Saint-Georges – La Queue-d’Arve – Les Vernets – Parc des Acacias – Boissonnas – Le Royer                                              |
| Eaux-Vives     | 6621021            | Eaux-Vives – Lac             | Pierres du Niton – La Grange – Frontenex – Les Allières – Les Vollandes – Villereuse – Montchoisy – Jargonnant                        |
|                | 6621022            | Florissant – Malagnou        | De Beaumont – De Roches – Belmont – La Grande-Boissière – La Petite-Boissière – La Florence – Eugène-Pittard – Krieg – Contamines     |
| Petit-Saconnex | 6621031            | Sécheron – Prieuré           | Mont-Repos – Valais |
|                | 6621032            | O.N.U. (Nations) – Rigot     | Le Grand-Morillon – Ariana – La Voie-Creuse                                                                                           |
|                | 6621033            | Grand-Pré – Vermont          | Chandieu – Varembé – Beaulieu |
|                | 6621034            | Bouchet – Moillebeau         | Le Mervelet – Colladon – La Tourelle – De Budé – Les Genêts – Moillebeau – La Forêt – Le Bouchet – Les Crêts                          |
|                | 6621035            | Charmilles – Châtelaine      | Parc-des-Sports – Les Franchises – Cité Vieusseux – Liotard – Servette – Geisendorf – La Dôle – La Bourgogne – Soubeyran              |
|                | 6621036            | Saint-Jean – Aïre            | Camille-Martin – Campagne-Masset – Nant-Cayla                                                                                         |

## Sport
- Servette FC – klub piłkarski
- Servette Genewa – klub hokejowy
- Lions de Genève(inne języki) – klub koszykarski

## Transport
Przez teren miasta przebiegają drogi główne nr 1, nr 101, nr 102, nr 103, nr 105, nr 106, nr 111 i nr 116.